# Вибійний тиск
Вибійний тиск (рос. забойное давление; англ. bottom hole pressure; нім. Abbaudruck m, Sohlendruck m, Bohrlochsohlendruck m) — у нафтовидобуванні — тиск флюїду на вибої діючої нафтової, газової, водяної чи нагнітальної свердловини під час усталеного режиму її роботи. Йому відповідає динамічний рівень рідини у свердловині.

## Загальний опис
Характеризує пластову енергію, що зумовлює підіймання рідини (чи газу) у стовбурі свердловини. Розраховується за формулою (для нерухомого стовпа однокомпонентної рідини):
pв = H Rрg + pг,
де pв — тиск на вибої свердловини (вибійний тиск), Па; Н — висота стовпа рідини у свердловині, м; Rр — густина рідини, кг/м³; g — прискорення вільного падіння, м/с2; pг — тиск на гирлі свердловини, Па.
Вибійний тиск працюючої свердловини називається динамічним, зупиненої — статичним (тиск свердловини, яка довгий час простоює, називається пластовим). У зв'язку з тим, що продуктивні пласти залягають не тільки горизонтально, вибійний тиск у гідродинамічних розрахунках звичайно зводять до будь-якої горизонтальної площини, враховуючи тиск стовпа пластової рідини між цією площиною і вибоєм. Згідно з цим розрізняють справжній і зведений вибійні тиски. Вибійний тиск вимірюють в основному глибинним манометром.
Графічну залежність зміни вибійного тиску в часі після зупинки роботи свердловини називають кривою відновлення тиску. Цю криву отримують шляхом вимірювання тиску свердловинним (глибинним) манометром. Застосовуються для визначення параметрів нафтового чи газового пласта (коефіцієнти гідро- і п'єзопровідності та ін.) і свердловини (зведений радіус і т. ін.). 

## Визначення вибійного тиску
Вимірювання тиску глибинним манометром біля покрівлі пласта під час усталеного режиму роботи свердловини (часто перед зупинкою свердловини для вимірювання пластового тиску).